# La Veillée de Noël
Pour plus de détails, voir Fiche technique et Distribution.
La Veillée de Noël (The Night Before Christmas) est un court métrage d'animation de 1941 et est le 3e cartoon Tom et Jerry réalisé par William Hanna et Joseph Barbera, produit par Fred Quimby et animé par Jack Zander, George Gordon, Irven Spence et Bill Littlejohn. Il a été nommé pour l'Oscar du meilleur court métrage d'animation de 1941. Il est sorti le 6 décembre 1941 et est distribué par la Metro-Goldwyn-Mayer, un jour avant l'attaque de Pearl Harbor, ce qui en fait le dernier court métrage Tom et Jerry d'avant-guerre.